# محمود صفری
محمود صفری (زاده ۱۳۲۴ - دماوند) سیاست‌مدار، نماینده سابق دورهٔ دوم مجلس شورای اسلامی در حوزه انتخابیه شهرستان دماوند بود.وي ركورد دار رياست بر واحدهاي دانشگاهي دانشگاه آزاد است،تنها ريس دانشگاهيست كه در تمام دولت ها هرگز عوض نشده،از ابتدا تاسيس دانشگاه آزاد اسلامي واحد دماوند همچنان رياست واحد است (سال ۹٨ کنار رفت). وقبل از رياست دماوند رياست واحدهاي گرمسار و اسلامشهر را برعهده داشته است   ،وي سرانجام در سال ١٤٠١ بازنشسته شده است      